# Olympus E-330
Olympus E-330 — цифровой зеркальный фотоаппарат компании Olympus, анонсированный в январе 2006 года. Выпущен в продажу 30 июля 2006 года.
Это первая в мире зеркальная камера в сегменте рынка DSLR, которая поддерживает визирование по LCD-дисплею (Live View) в двух режимах (по дополнительной и основной матрице). В режиме A предпросмотр в реальном времени достигается при помощи дополнительной ПЗС-матрицы, которая расположена в оптическом TTL-видоискателе. В этом режиме полностью сохраняется работоспособность автофокуса и задержка при съемке минимальна. В режиме B на LCD-дисплее отображается изображение с основной матрицы, что позволяет использовать десятикратное увеличение для точной ручной фокусировки, например, при макросъёмке. Изначально автофокус был недоступен в данном режиме, но, начиная с версии прошивки 1.2, автофокусировка возможна по нажатию кнопки AEL/AFL, при этом зеркало опускается на короткое время.

## Описание камеры
- Live MOS-сенсор с разрешением 7,5 млн пикселей (3136×2352).
- 6,4 см/2,5" LCD-дисплей (215 250 пикселей).
- Постоянное визирование и визирование в макрорежиме.
- Ультразвуковой волновой фильтр для защиты от пыли.
- Двойной слот для карт памяти CF и XD.
- Встроенная вспышка.
- Блокировка экспозиции.
- Режимы P / S / A / M и 27 сюжетных программ.
- Несменный фокусировочный экран.

## Аналоги других производителей
Фотоаппараты Panasonic Lumix DMC-L1 и Leica Digilux 3 содержат тот же внутренний механизм (матрицу, зеркало и видоискатель), что и Olympus E-330, и тоже позволяют использовать в качестве видоискателя LCD-экран (технология Live View). Тем не менее, они не имеют дополнительной матрицы и, соответственно, умеют отображать изображение в режиме Live View только с основной матрицы.